# Dachine Rainer
Dachine Rainer née Sylvia Newman (1921-2000) est une poétesse et écrivaine libertaire d'origine américaine.

## Biographie

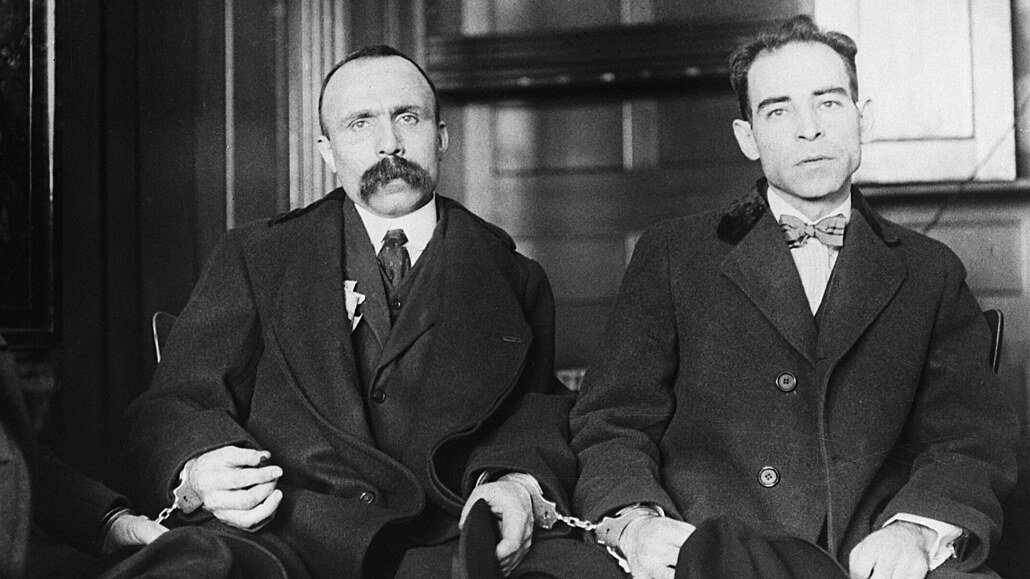
Vanzetti (à gauche) et Sacco (à droite).

Elle grandit à Manhattan dans une famille progressiste de Juifs polonais.
En 1927, elle se radicalise lors de l'affaire Sacco et Vanzetti.
Avec Holley Cantine, elle collabore à la revue anarchiste Retort (en) (1942-1951) et au journal The Wasp. Elle publie également avec elle, un recueil de témoignages de prison d'objecteurs de conscience intitulé Prison Etiquette.
Elle est enterrée dans le cimetière de Highgate où sa pierre tombale porte l'inscription « poète et anarchiste ».

## Publications
Avec Holley Cantine, Prison etiquette : the convict's compendium of useful information, Bearsville, N.Y., Retort Press, 1950, Carbondale, Southern Illinois University Press, 2001, [lire en ligne].